# 石咀镇 (五台县)
石咀镇，原为石咀乡，是中华人民共和国山西省忻州市五台县下辖的一个乡镇级行政单位。2020年3月30日撤乡设镇。

## 行政区划
石咀乡下辖以下地区：
芦家庄村、土黄沟村、铁堡村、铁堡沟村、前坪村、后坪村、蒿地堂村、射虎川村、新路口村、新路沟村、石上庄村、碾子沟村、东路沟村、里南沟村、瓦窑沟村、炭窑坪村、上南坪村、石咀村、石西沟村、铜钱沟村、罗全沟村、上庄村、客子庵村、大底村、李家峪村、里伏沟村、红安村、榆林村、小甘河村、口子村和铜西沟村。